# Yazawa Gengetsu
Yazawa Gengetsu (japanisch 矢沢 弦月; geboren 1886 in Kamisuwa (Präfektur Nagano); gestorben 26. Januar 1952 in Tokio) war ein japanischer Maler der Nihonga-Richtung.

## Leben und Werk
Yazawa Gengetsu wollte schon in jungen Jahren Maler werden. Eine Verbindung zu einem Bekannten des Finanzministers, der aus derselben Gegend stammte, ermöglichte es ihm, einen Kontakt zu dem Maler Kubota Beisen (1852–1906) und später zu Terasaki Kōgyō herzustellen und bei ihnen zu studieren. Bald darauf konnte er an der „Tōkyō bijutsu gakkō“ (東京美術学校), einer der Vorläufereinrichtungen der heutigen Universität der Künste Tokio, unter Terasaki weiter studieren. 1911 machte er seinen Abschluss an der Hochschule, wo Hiroshima Kōho, Tsutaya Ryūsaki (蔦谷 龍岬; 1886–1933) und andere seine Studienkollegen waren.
Nach seinem Abschluss arbeitete Yazawa in der Design-Abteilung des Kleidergeschäftes „Imakawabashi Matsuya“ (今川橋松屋) und stellte schon früh Meisterwerke auf der staatlichen Ausstellungsreihe „Bunten“ aus. Auf der 7. „Bunten“ 1913 zeigte er ein zweiteiliges Stellschirmpaar mit dem Titel „Jukuka“ (熟果) – „Reife Frucht“, das Anerkennung fand und ihn als Terasakis Meisterschüler auswies. Auf der 1. „Teiten“-Ausstellung 1919 wurde sein Bild „Asahi“ (朝陽) – „Morgensonne“ mit einem Sonderpreis ausgezeichnet. In dem Jahr übernahm er eine Stelle als Lehrbeauftragter an der „Höheren Schule für Lehrerinnen-Ausbildung Tokio“ (東京女子高等師範学校, Tōkyō joshi kōtō shihan gakkō). Mit seinen Künstlerfreunden Kawasaki Shōko, Tsutaya und anderen gründete Yazawa die Künstlervereinigung „Shimoshitsu-kai“ (霜失会). 1929 bereiste er Europa und Amerika. 1931 waren Bilder von ihm auf der „Ausstellung japanische Malerei“ in Berlin zu sehen.
Nach seiner Rückkehr aus dem Ausland stellte Yazawa bis ins hohe Lebensalter weiterhin auf den staatlichen Ausstellungen aus. Zu der Zeit wirkte er auch als Lehrer an seiner Alma Mater, an der „Nihon Bijutsu Gakkō“ (日本美術学校) und an anderen Orten. Er wirkte bei der Organisation von Kunstausstellungen in Korea und Taiwan mit, die damals Teil des Japanischen Reiches waren. Für die 1926 fertiggestellte Meiji-Gedächtnisgalerie schuf er das Wandgemälde mit dem Titel „Joshi Shihan Gakkō Gyōkei“ (女子師範学校行啓) – „Besuch des Tennō im Lehrerseminar für Frauen“.